# Martha & The Vandellas
Martha & The Vandellas, van 1967 tot 1972 Martha Reeves & The Vandellas, was een Amerikaanse meidengroep van soulzangeressen die vooral populair was in de jaren zestig. Ze behoorden tot platenlabel en hitmachine Motown in Detroit. Ze werden in 1995 toegevoegd aan de Rock and Roll Hall of Fame.

## Geschiedenis

### Beginjaren
In 1957 vormden drie tienermeisjes, Gloria Williams (1942-2000), Rosalind Ashford (1943) en Annette Beard (1943) een zanggroep, waarbij Martha Reeves (1941) zich later aansloot. Zo ontstonden de Del-Phis, die optraden op schoolfeestjes en benefietconcerten. Ze kregen een contract bij Chess Records en mochten een single opnemen, I'll Let You Know, maar die werd geen hit. Toen ze op zoek waren naar een nieuw platenlabel werden ze door William "Mickey" Stevenson gevraagd om bij Motown Records te werken. Daar maakten ze onder de nieuwe naam The Vells in 1961 een single There He Is (At My Door) met als B-kant You'll Never Cherish A Love So True. Zo begon hun zangcarrière bij Motown, maar ook hiermee scoorden ze geen hit, waarna leadzangeres Gloria Williams de groep teleurgesteld verliet.
Het overgebleven drietal bleef bij Motown, waar Martha Reeves een baantje als secretaresse kreeg aangeboden. Toen achtergrondzang nodig was voor opnamen werd het drietal hiervoor gevraagd. Ze fungeerden als achtergrondzangeressen bij onder anderen  Marvin Gaye (zijn eerste hit Stubborn Kind Of Fellow in 1962) en Mary Wells. Toen Wells verhinderd was werd het trio, met Martha Reeves als de nieuwe leadzangeres, gevraagd het nummer I'll Have To Let Him Go in te zingen. Daarmee was Motown zo blij dat ze een professioneel contract kregen. The Vells veranderden hun naam in Martha & The Vandellas. "Vandellas" is van twee namen afkomstig. "Van" is de naam van een straat die in de buurt van de straat van Reeves lag. "Della" is afgeleid van Della Reese, Martha's favoriete zangeres.

### Succesjaren
In 1963 begon het succes voor Martha & The Vandellas. Hun productieteam was het drietal Brian Holland, Lamont Dozier en Eddie Holland. Het eerste nummer Come And Get These Memories haalde nummer 29 op de Amerikaanse Toplijst en nummer 6 op de R&B-lijst. Hun volgende hit (Love Is Like A) Heatwave haalde nummer 4 op de Amerikaanse Toplijst en nummer 1 op de R&B-lijst.
In 1964 werd Beard, die zwanger was en ging trouwen, vervangen door Betty Kelley, ex-zangeres van The Velvelettes. Hun grootste hit was Dancing in the Street uit datzelfde jaar. Het haalde de nummer 2-positie op de Amerikaanse Toplijst, nummer 4 op die van het Verenigd Koninkrijk en nummer 8 op de R&B-lijst. Het nummer is gecoverd door onder anderen The Mamas and the Papas en Mick Jagger met David Bowie en wordt door sommigen gezien als het beste Motown-nummer ooit. Dit liedje was niet geproduceerd door Holland-Dozier-Holland, maar door Mickey Stevenson, die het (met Marvin Gaye en Ivy Jo Hunter) geschreven had voor zijn vrouw Kim Weston. Omdat zij het afwees kregen Martha & The Vandellas de kans het op te nemen. Na dit grote succes volgden nog hits als Nowhere to Run, Jimmy Mack en I'm Ready for Love.

### Latere jaren
Rond het eind van de jaren zestig nam de populariteit van meidengroepen af en dus ook die van Martha & The Vandellas. Betty Kelley, die ruzie kreeg met Martha Reeves, werd door Motown-baas Berry Gordy ontslagen. Doordat zij doof werd, verliet ze de showbusiness en werkte tot haar pensioen bij een bank. Zij werd vervangen door Martha's zus Lois Reeves. De naam van de groep werd toen veranderd in Martha Reeves & The Vandellas. Met hun populariteit bleef het echter bergafwaarts gaan. Ze maakten geen grote hits meer en de (explicieter dan in Jimmy Mack) tegen de Vietnamoorlog gerichte songs Forget Me Not en I Should Be Proud (Motowns eerste protestliederen en zeer onkarakteristiek voor de groep) maakten de zaak er niet beter op. Op sommige nummers werd het achtergrondkoortje gezongen door The Andantes en/of Syreeta Wright, maar ze werden wel verkocht als volwaardige Vandellas-songs.
Martha Reeves werd depressief. In deze periode verbleef zij enige tijd in een ontwenningskliniek, maar zij wist zich te herstellen. Kort na haar terugkomst verliet Rosalind Ashford de groep om verpleegkundige te worden. Zij werd nog vervangen door Sandra Tilley, maar in 1973 werd de groep opgeheven.

### Na de Vandellas
Martha Reeves verliet Motown en ging verder met een solocarrière voor MCA Records, die minder succesvol verliep dan die in de hitjaren met Martha & The Vandellas.
In 1989 stelden Martha Reeves, Rosalind Ashford en Annette Beard een juridische procedure in tegen Motown om de betaling van achterstallige royalty's af te dwingen. Er werd een schikking getroffen waarvan de hoogte niet is bekendgemaakt.
Van 2005 tot 2009 had Martha Reeves zitting in de gemeenteraad van Detroit. Ze toert nog steeds rond voor optredens, zowel solo als met vroegere Motowncollega's. In de jaren negentig deed ze dat met onder anderen The Four Tops en Edwin Starr en later met Mary Wilson, Brenda Holloway, Kim Weston en haar zus (ex-Vandella) Lois Reeves. Op 25 november 2012 ontving zij een eredoctoraat in de geesteswetenschappen aan de Universiteit van Michigan. In september 2013 behoorden Martha & The Vandellas tot de eersten die werden opgenomen in de Rhythm & Blues Hall of Fame, nadat ze al sinds 1995 zijn opgenomen in de Rock and Roll Hall of Fame. In februari 2011 zong Martha Reeves mee in Dancing in the Street in een speciaal Motown-concert voor president Obama in het Witte Huis. In 2024 kreeg ze een ster op de Hollywood Walk of Fame.

## Discografie
| Jaar  | Nummer                                     | US Toplijst | R&B-lijst | UK Toplijst |
| ----- | ------------------------------------------ | ----------- | --------- | ----------- |
| 1963: | Come and Get These Memories                | Nr. 29      | Nr. 6     | -           |
| 1963: | (Love Is Like a) Heatwave                  | Nr. 4       | Nr. 1     | -           |
| 1963: | Quicksand                                  | Nr. 8       | Nr. 7     | -           |
| 1964: | Live Wire                                  | Nr. 42      | Nr. 11    | -           |
| 1964: | In My Lonely Room                          | Nr. 44      | Nr. 6     | -           |
| 1964: | Dancing in the Street                      | Nr. 2       | Nr. 8     | Nr. 4       |
| 1964: | Wild One                                   | Nr. 33      | Nr. 11    | -           |
| 1965: | Nowhere to Run                             | Nr. 8       | Nr. 5     | Nr. 26      |
| 1965: | You've Been in Love Too Long               | Nr. 36      | Nr. 25    | -           |
| 1965: | Love (Makes Me Do Foolish Things)          | Nr. 70      | Nr. 22    | -           |
| 1966: | My Baby Loves Me                           | Nr. 22      | Nr. 3     | -           |
| 1966: | What Am I Going to Do Without Your Love    | Nr. 71      | -         | -           |
| 1966: | I'm Ready for Love                         | Nr. 9       | Nr. 2     | Nr. 29      |
| 1967: | Jimmy Mack                                 | Nr. 10      | Nr. 1     | Nr. 21      |
| 1967: | Love Bug Leave My Heart Alone              | Nr. 25      | Nr. 14    | -           |
| 1967: | Honey Chile                                | Nr. 11      | Nr. 5     | Nr. 30      |
| 1968: | I Promise to Wait My Love                  | Nr. 62      | Nr. 36    | Nr. 55      |
| 1968: | Forget Me Not                              | Nr. 93      | -         | Nr. 11      |
| 1969: | I Can't Dance to That Music You're Playing | -           | Nr. 24    | -           |
| 1969: | We've Got Honey Love                       | -           | Nr. 27    | -           |
| 1971: | Bless You                                  | -           | Nr. 29    | Nr. 33      |
| 1972: | In and Out of My Life                      | -           | Nr. 22    | -           |
| 1972: | Tear It On Down                            | -           | Nr. 37    | -           |